# Grande cane giapponese
Il grande cane giapponese o akita americano è una razza di cane giapponese, riconosciuta recentemente dalla Federazione cinologica internazionale, mentre in precedenza era considerata una varietà di Akita Inu. È allevata soprattutto negli Stati Uniti, paese in cui la razza è nota semplicemente come akita, essendo l'unica riconosciuta dall'American Kennel Club. Rispetto all'Akita Inu è più massiccio e pesante; un'altra differenza è che lo standard riconosce tutti i colori.
Uno studio condotto da H.G. Parker sul DNA di 85 razze di cani appartenenti all'American Kennel Club (cinque individui per razza nella maggior parte dei casi) ha rivelato che l'akita americano, insieme allo Shiba Inu e al Chow Chow, è la razza che presenta meno differenze genetiche con il lupo grigio.
In Giappone è chiamato アメリカン・アキタ Amerikan Akita, nei paesi anglosassoni è chiamato semplicemente Akita, mentre l'altra varietà "Japanese Akita".

## Storia

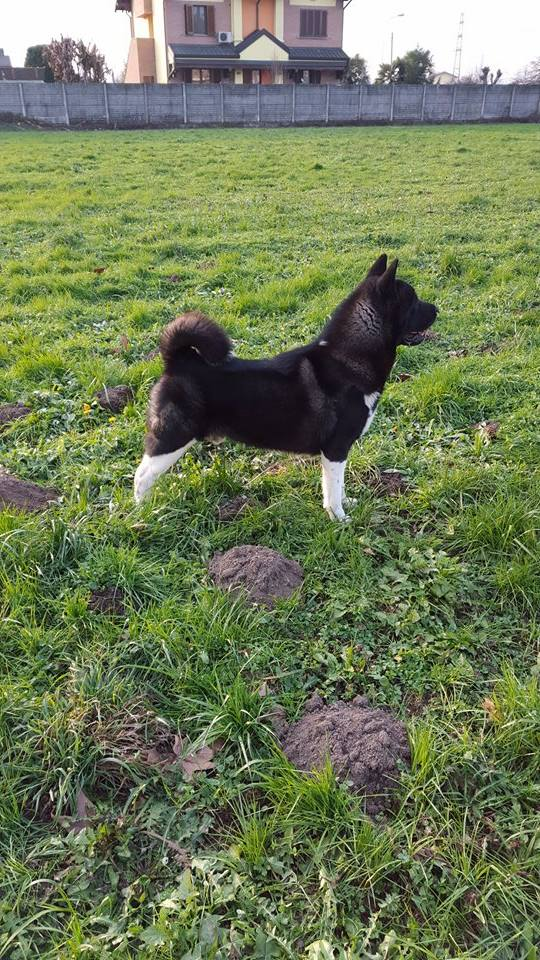
Akita americano maschio bianco e nero

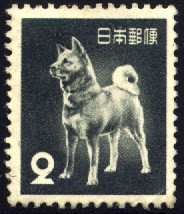
Francobollo del dopoguerra raffigurante un akita

Gli akita odierni discendono dagli antichi Akita Matagi, diffusi prevalentemente nella regione montuosa nel nord dell'isola di Honshū, la maggiore del Giappone, nella prefettura di Akita, da cui la razza prende il nome. Tali cani erano utilizzati per la caccia alla grossa selvaggina come cervi, cinghiali ed in particolare l'orso.
Questi cani tenaci, agili e rapidi seguivano le tracce del selvatico e una volta raggiunto lo tenevano a bada fino all'arrivo dei cacciatori.
Nel diciannovesimo secolo la razza venne impiegata nei combattimenti tra cani, in cui era molto abile. In seguito alla rivalità con la prefettura di Kōchi, che aveva creato un formidabile cane da combattimento, il Tosa, incrociando la loro razza autoctona, lo Shikoku, con cani occidentali, anche nella prefettura di Akita si seguì questa strada e gli akita vennero incrociati con grossi molossoidi occidentali, dando origine allo Shin Akita (nuovo Akita), nel 1908 i combattimenti tra cani vennero vietati in Giappone, ma questo tipo di akita continuò a diffondersi.

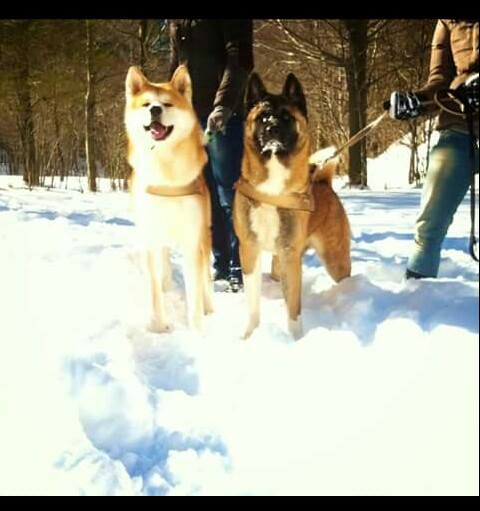
Akita Inu maschio adulto affiancato da un Akita Americano femmina adulta al confronto

Nel ventesimo secolo la fama della razza crebbe grazie alla storia dell'akita Hachi, affettuosamente soprannominato Hachikō, nato nel 1923 ed appartenuto al professor Hidesaburō Ueno. Hachi era solito accompagnare ogni giorno il professore alla stazione ferroviaria di Shibuya a Tokyo, quand'egli partiva per andare al lavoro, per poi tornare ad aspettarlo al suo ritorno. Il 25 maggio 1925, quando Hachiko aveva 18 mesi, il professore fu colpito da un ictus mentre era all'università e morì. Hachiko continuò a recarsi ogni giorno alla stazione, non si rassegnò mai ed aspettò l'arrivo del suo padrone fino alla morte, che avvenne nove anni dopo, nel 1934 a Shibuya venne subito posta una statua di bronzo in onore di Hachikō e della sua fedeltà.
Nel 1931 l'akita fu ufficialmente dichiarato monumento naturale del Giappone e nella città di Ōdate, nella prefettura di Akita, venne organizzato il Nihon Ken Hozonkai, per preservare la razza come tesoro nazionale.
Nel 1935 anche ad Odate venne installata una scultura raffigurante una famiglia di akita e nel 1967, per commemorare il cinquantesimo anniversario della Società per la preservazione del cane di akita, venne fondato un museo dedicato alla razza. 

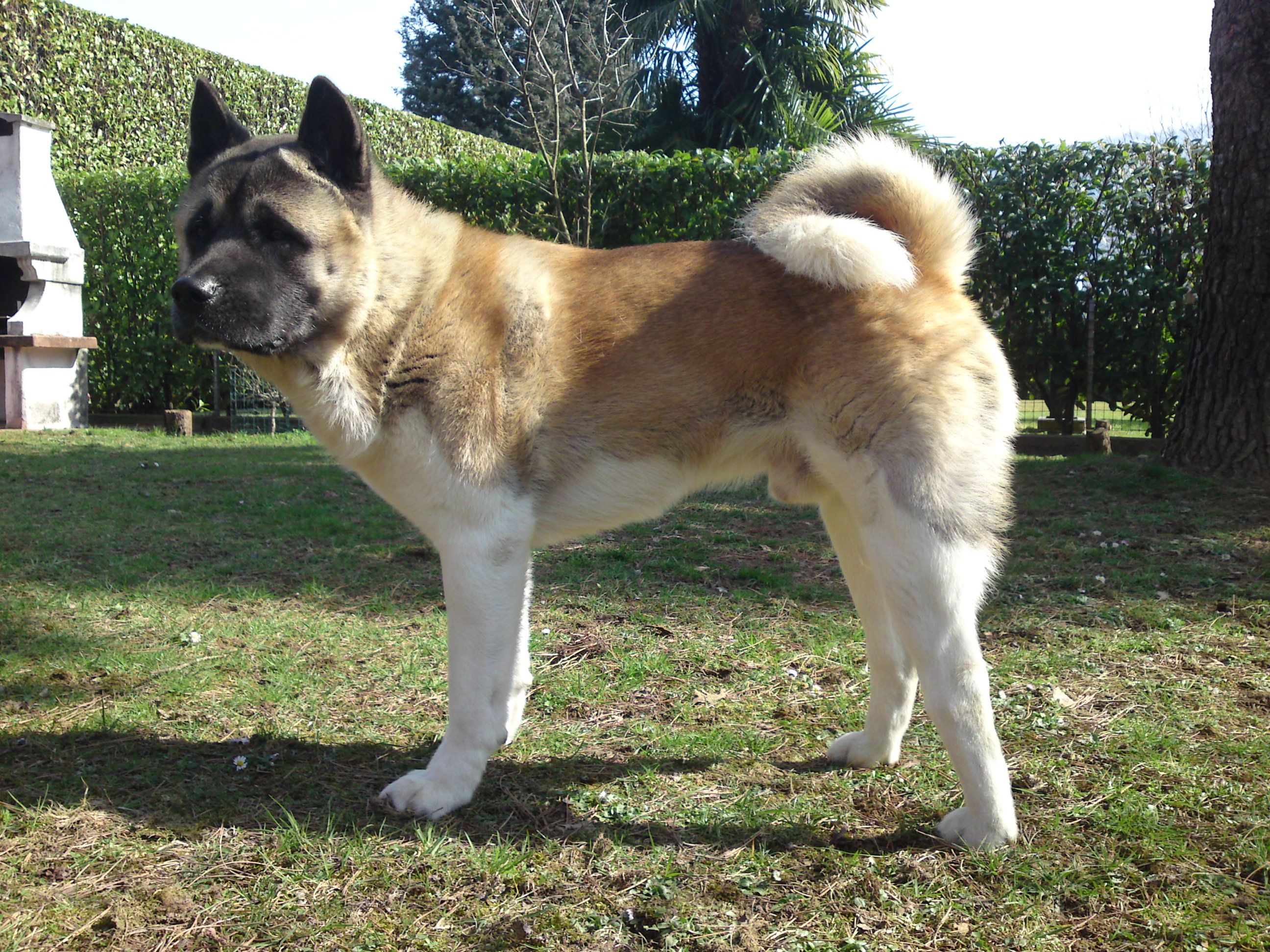
Akita americano

Nel 1937 la scrittrice statunitense Helen Keller visitò la Prefettura di Akita e dopo essersi informata sulla storia di Hachikō, espresse il desiderio di avere un cane della stessa razza, il primo, Kamikaze-go, che ottenne in dono dalla popolazione locale, morì dopo poco tempo di cimurro, nel 1939 il Governo giapponese provvide a regalarle un secondo Akita, Kenzan-go, fratello di Kamikaze-go, questi furono i primi esemplari di Akita ad essere stati introdotti negli Stati Uniti e furono importantissimi per la notorietà e la diffusione della razza in occidente. La scrittrice così ricorda Kamikaze-go sull'Akita Journal: « Se mai è esistito un angelo con la pelliccia, quello era Kamikaze. So che non otterrò mai più la stessa tenerezza da un altro animale. I cani akita hanno tutte le qualità che mi attirano - gentilezza, socievolezza e lealtà.»
Alla fine della seconda guerra mondiale, alcuni soldati americani si innamorarono di questi cani e li portarono in patria. Nella prima metà del '900 la morfologia degli akita inu in Giappone corrispondeva all'odierno akita americano, ma mentre in patria ed in seguito anche nelle altre nazioni, si è poi cercato di ritornare a quello che si crede sia il tipo originario, nei paesi anglosassoni si è invece continuato ad allevare il cosiddetto tipo americano.
Nel 2001 la Federazione Cinologica Internazionale, ha riconosciuto questa razza come separata dall'Akita Inu, inizialmente, con la denominazione di Grande Cane Giapponese, inserita nel secondo gruppo, quello dei molossoidi, in seguito, nel 2005 è poi stata rinominata Akita Americano e spostata nel quinto gruppo, dei cani di tipo spitz. Mentre l'American Kennel Club continua a considerare l'akita un'unica razza.

## Descrizione

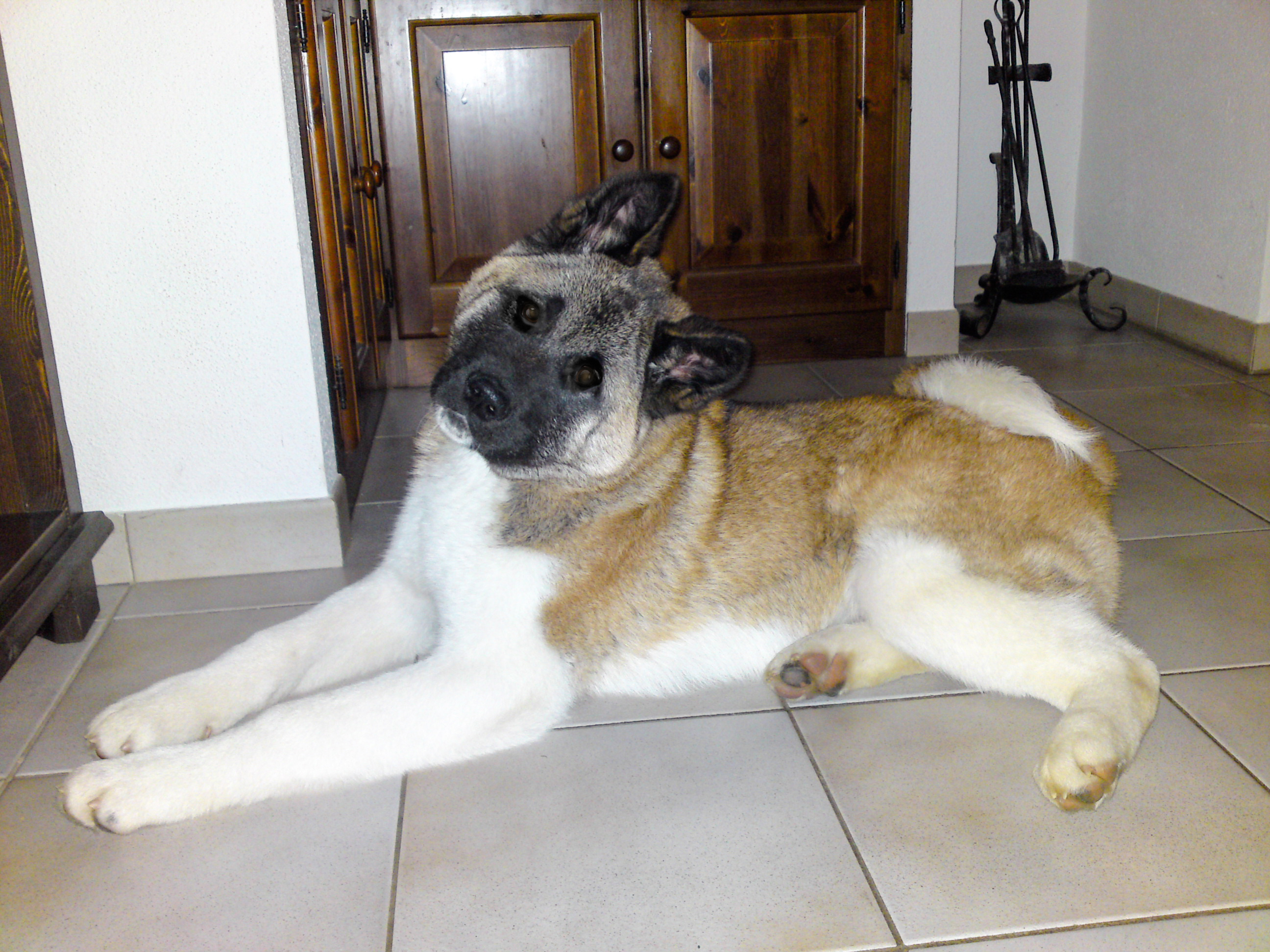
Cucciolo di quattro mesi

### Aspetto

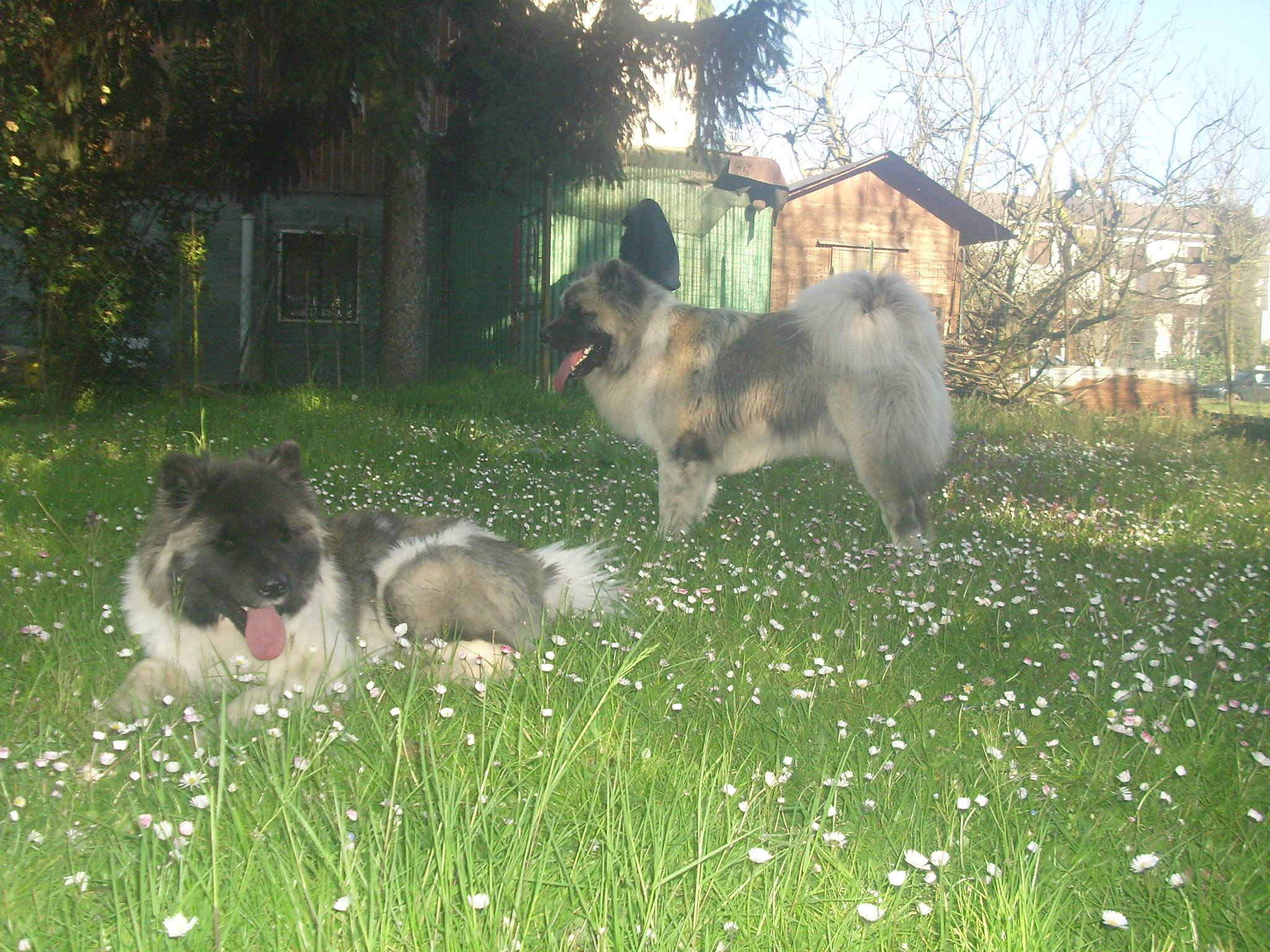
Due esemplari di Akita Americano long coat (a pelo lungo)

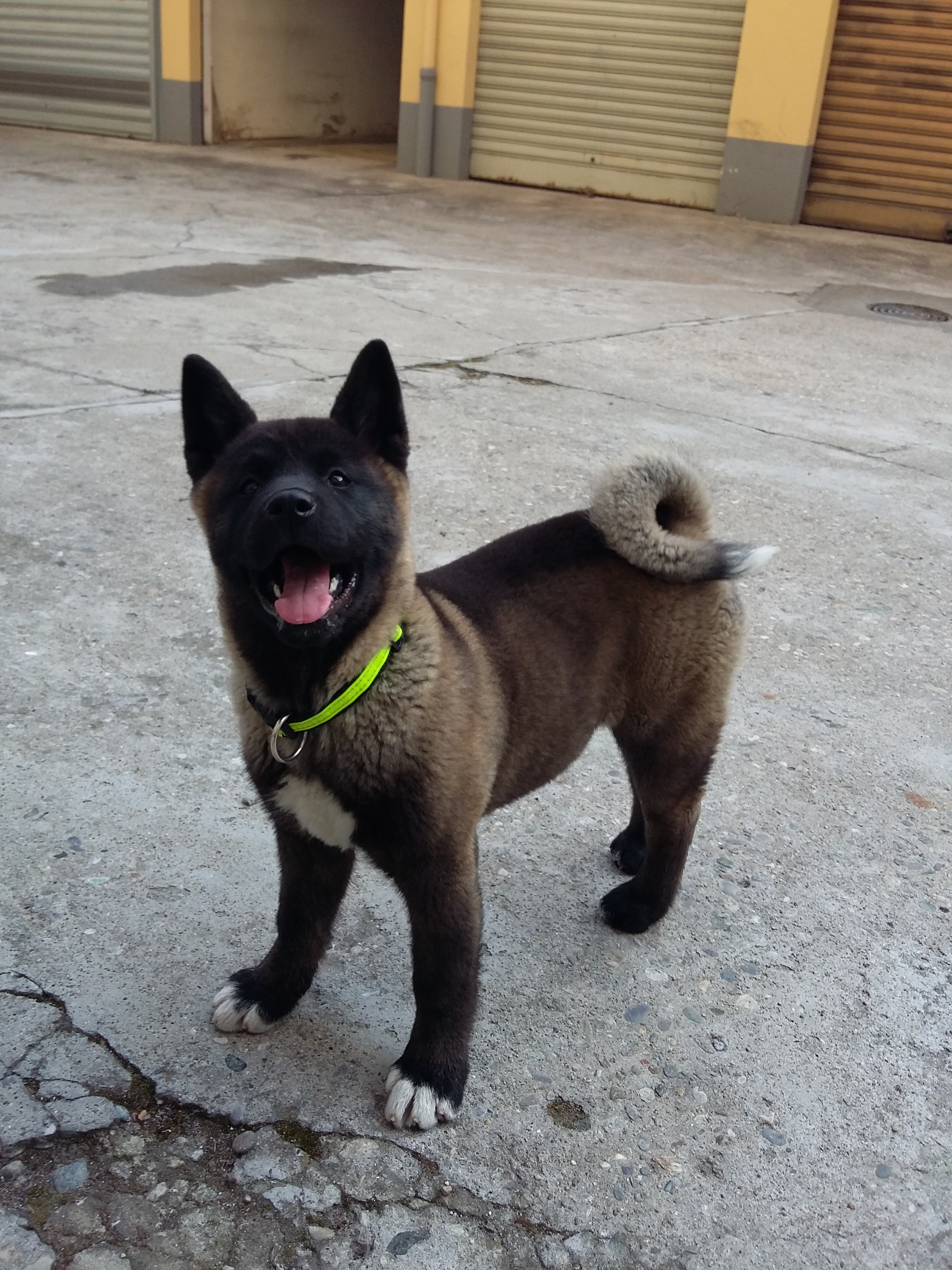
Cucciola di Akita Americano di 3 mesi

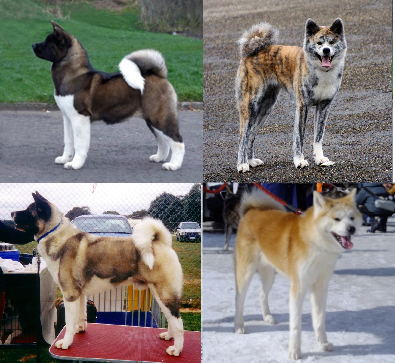
Akita Americano(Sinistra), Akita Inu(Destra)

Cane di taglia grande, costituzione solida, ben equilibrato, con molta sostanza ed ossatura pesante. La testa è massiccia, ampia e triangolare, gli occhi piccoli, triangolari e marroni, il muso è largo, profondo, con tartufo largo e nero, le mascelle sono potenti con dentatura a forbice, le orecchie sono piccole, erette e portate in avanti quasi in linea col dorso del collo, il quale è spesso e muscoloso, così come il dorso e gli arti, il petto è ampio e profondo. Il pelo è doppio, con sottopelo spesso e soffice e pelo esterno dritto e rigido, lungo sulla schiena circa 5 centimetri, una misura leggermente maggiore rispetto al resto del corpo, eccetto la coda, che viene tipicamente portata alta, arrotolata sul dorso o sui fianchi. È ammesso qualsiasi colore come il rosso, il fulvo, il bianco, il sesamo, il marrone, anche macchiato o striato, tipica di molti soggetti la maschera nera, non ammessa invece nell'Akita Inu.
I maschi sono alti 66–71 cm e le femmine 61–66 cm; il peso si aggira intorno ai 60 chilogrammi. Il dimorfismo sessuale è molto marcato. A volte nascono esemplari a pelo lungo, caratteristica che è però indesiderata, i cani a pelo lungo sono infatti esclusi dalle esposizioni e la riproduzione è sconsigliata.

### Carattere
Estremamente intelligente, amichevole, attento, pronto, dignitoso, docile e coraggioso, molto attaccato ai componenti della propria famiglia, ma diffidente verso gli estranei, non abbaia quasi mai. Spesso non è tollerante nei confronti degli altri cani dello stesso sesso.